# Hämeenlinna

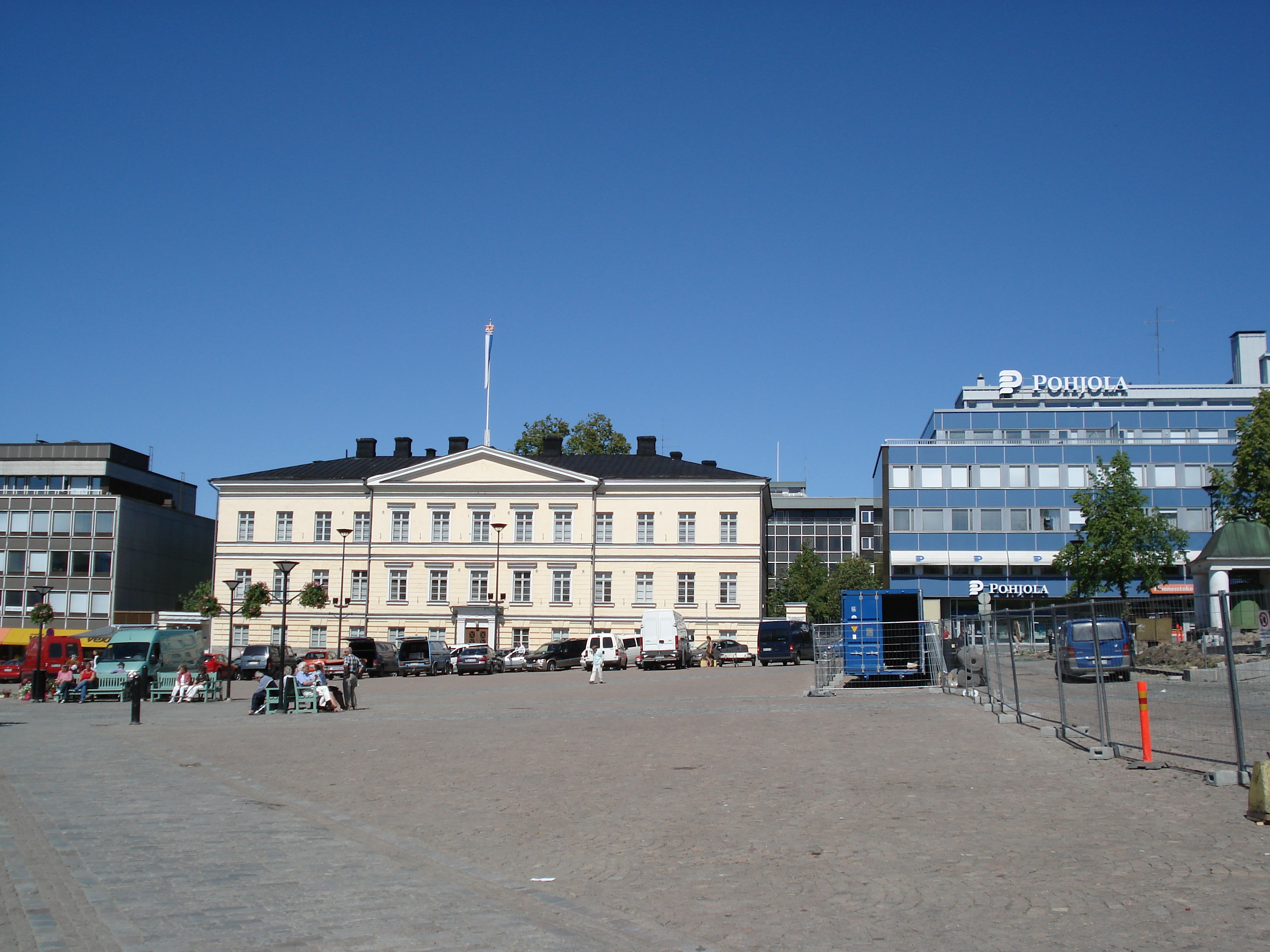
Marktplein van Hameenlinna

Hämeenlinna (Zweeds: Tavastehus) is een gemeente en stad in de Finse provincie Zuid-Finland en in de Finse regio Kanta-Häme. De gemeente heeft een oppervlakte van 1.785,34 km² en telt 68.043 inwoners (2022). De stad is vernoemd naar Hämeenlinna ("Kasteel van Häme").
De gemeente werd in 2009 uitgebreid met Kalvola, Hauho, Lammi, Renko en Tuulos, waardoor het inwonertal met een derde toenam en de oppervlakte verelfvoudigde.

## Sport
In 1962 en 1971 werden de Wereldkampioenschappen biatlon in Hämeenlinna georganiseerd.

## Geboren in Hämeenlinna
- Jean Sibelius (1865-1957), componist
- Erkki Aaltonen (1910-1990), violist en componist
- Eija-Liisa Ahtila (1959), filmmaakster en video-kunstenares

## Stedenbanden
- Bærum (Noorwegen)
- Celle (Duitsland)
- Hafnarfjörður (IJsland)
- Püspökladány (Hongarije)
- Qeqertarsuatsiaat (Groenland)
- Tartu (Estland), sinds 1991
- Toruń (Polen)
- Tver (Rusland)
- Uppsala (Zweden)
- Weimar (Duitsland), sinds 1970